# Marianne Breslauer
Marianne (Feilchenfeldt) Breslauer (Berlijn, 20 november 1909 – Zollikon, 7 februari 2001) was een Duitse fotografe, fotojournaliste en later kunsthandelaar, die als Joodse uit nazi-Duitsland emigreerde naar Nederland en kort voor het begin van de Tweede Wereldoorlog naar Zwitserland. 

## Levensloop
Marianne was de tweede dochter van de architect Alfred Breslauer (1866-1954) en Dorothea Lessing. Haar grootvader was de kunsthistoricus Julius Lessing (1843-1908), de eerste directeur van het Berlijnse Kunstgewerbemuseum.
Van 1927 tot 1929 volgde ze fotografielessen in Berlijn. Ze bewonderde het werk van de portretfotografe Frieda Riess en later ook van de Hongaar André Kertész en de in Nederland werkzame Erich Salomon. In 1928 maakte ze als achttienjarige een iconische foto van Paul Citroen. In 1929 reisde ze naar Parijs, waar ze korte tijd lessen volgde bij Man Ray. Ze ontmoette hem via Helen Hessel, modecorrespondent voor de Frankfurter Zeitung en vriendin van de familie. Man Ray moedigde Breslauer aan om "zonder zijn hulp haar eigen weg te gaan". Ze werd een pionier op het gebied van straatfotografie in de laatste jaren van de Weimarrepubliek.
In 1930 begon ze te werken voor fotostudio Ullstein in Berlijn, geleid door Elsbeth Heddenhausen. Daar leerde ze het ontwikkelen van foto's in de donkere kamer. Tot 1934 werden haar foto's gepubliceerd in toonaangevende tijdschriften als de Frankfurter Illustrierte, Der Querschnitt, Die Dame, Zürcher Illustrierte, Uhu en Das Magazin.
Begin jaren dertig reisde Breslauer naar Palestina en Alexandrië. Volgende reizen maakte ze met een goede vriendin, de Zwitserse schrijfster, journaliste en fotografe Annemarie Schwarzenbach, die ze in Berlijn ontmoet had via Ruth Landshoff en die ze vele malen heeft gefotografeerd. Deze foto's trokken veel belangstelling, droegen bij aan Breslauers reputatie en brachten aan het eind van de twintigste eeuw een grootscheepse Schwarzenbach-revival op gang. Ze bewonderde de androgyn uitziende Schwarzenbach als "het mooiste levende wezen dat ik ooit gezien heb: geen vrouw, geen man, maar een engel, een aartsengel" en beschreef haar als een "buitengewoon sympathiek iemand die zelfs een zekere interesse toonde in mijn werk", maar tegelijk als "een zeer eenzaam, ongelukkig wezen".
In 1933 reisden ze samen naar de Spaanse Pyreneeën en Andorra om een fotografische opdracht uit te voeren voor het Berlijnse fotobureau Academia van Lily Abegg. Dit leidde tot Mariannes confrontatie met de antisemitische praktijken die in Duitsland sterk in opkomst waren. Abegg wilde dat ze haar foto's onder het pseudoniem 'Annelise Brauer' publiceerde om haar "niet-arische" naam te verbergen. Ze weigerde, maar dankzij Arnold Kübler, redacteur van de Zürcher Illustrierte, kon Breslauer haar Spaanse fotoreportage alsnog in Zwitserland publiceren. Kübler verstrekte haar ook een nieuwe opdracht: een grote fotoreportage van het satirische antifascistische cabaret Die Pfeffermühle van Erika Mann met onder anderen Therese Giehse, dat in diverse Europese landen optrad. Hierdoor was ze verzekerd van nieuw werk buiten Duitsland, waar ze niet wilde blijven.   
Ze trok enkele jaren door Europa. Haar foto Schoolgirls won de prijs "Foto van het jaar" op de XXVIIe Salon international d'art photographique 1934 in Parijs. In 1936 vestigde ze zich in Amsterdam, waar ze trouwde met de kunsthandelaar Walter Feilchenfeldt. Hij had Duitsland al eerder verlaten nadat hij had meegemaakt hoe nazi's een veiling van moderne kunst verstoorden. Hun eerste kind Walter, later ook kunsthandelaar, werd in 1939 in Amsterdam geboren. Het gezinsleven en het werk als kunsthandelaar belemmerden haar werk in de fotografie, dat ze na 1936 grotendeels opgaf om zich op haar andere bezigheden te kunnen concentreren. Bovendien nam haar gedrevenheid voor de fotografie af door het nazisme dat ze om zich heen ontwaarde.
Aan de vooravond van de Tweede Wereldoorlog vluchtte het gezin in 1939 naar het neutrale Zwitserland. Ze woonden eerst in Sankt Gallen, daarna in Ascona en ten slotte in Zürich, waar de tweede zoon Konrad werd geboren. Ze beheerden tijdens de oorlogsjaren ook de villa Casa Monte Tabor aan het Lago Maggiore van de naar de Verenigde Staten uitgeweken schrijver Erich Maria Remarque, een goede vriend die ze geadviseerd hadden bij het opbouwen van zijn kunstcollectie. Hij was peetvader van Walter junior. Remarques vrouw Ilse Jutta "Jeanne" Zambona staat model op een van Breslauers beroemdste foto's Défense d'Afficher (Parijs, 1937).
Na de oorlog richtte het echtpaar in 1948 een kunsthandel op, gespecialiseerd in Frans impressionisme en andere 19e-eeuwse schilderkunst. Toen Feilchenfeldt in 1953 overleed zette ze de zaak voort. Van 1966 totdat ze zich terugtrok in 1990 was haar zoon Walter haar compagnon. Ze stierf in Zollikon in het kanton Zürich in de leeftijd van 91 jaar.

## Werk
Breslauers fotowerk toont, vooral in haar straatfotografie, haar belangstelling voor onderwerpen die door de gemiddelde kijker vaak niet worden opgemerkt. Haar vroege werk, gemaakt in Parijs en beïnvloed door het surrealisme van Man Ray, focust op de clochards aan de oevers van de Seine. Ze ging experimenteren met de technieken van Bauhaus en Nieuwe Fotografie, maar bleef ook streven naar het vangen van de beweging in het moment, vaak in een dynamische stedelijke context. Aan Erich Salomon ontleende ze het gebruik van de onzichtbare camera, niet uit voyeurisme, maar om geënsceneerde fotografie te vermijden.  

## Eerbewijzen

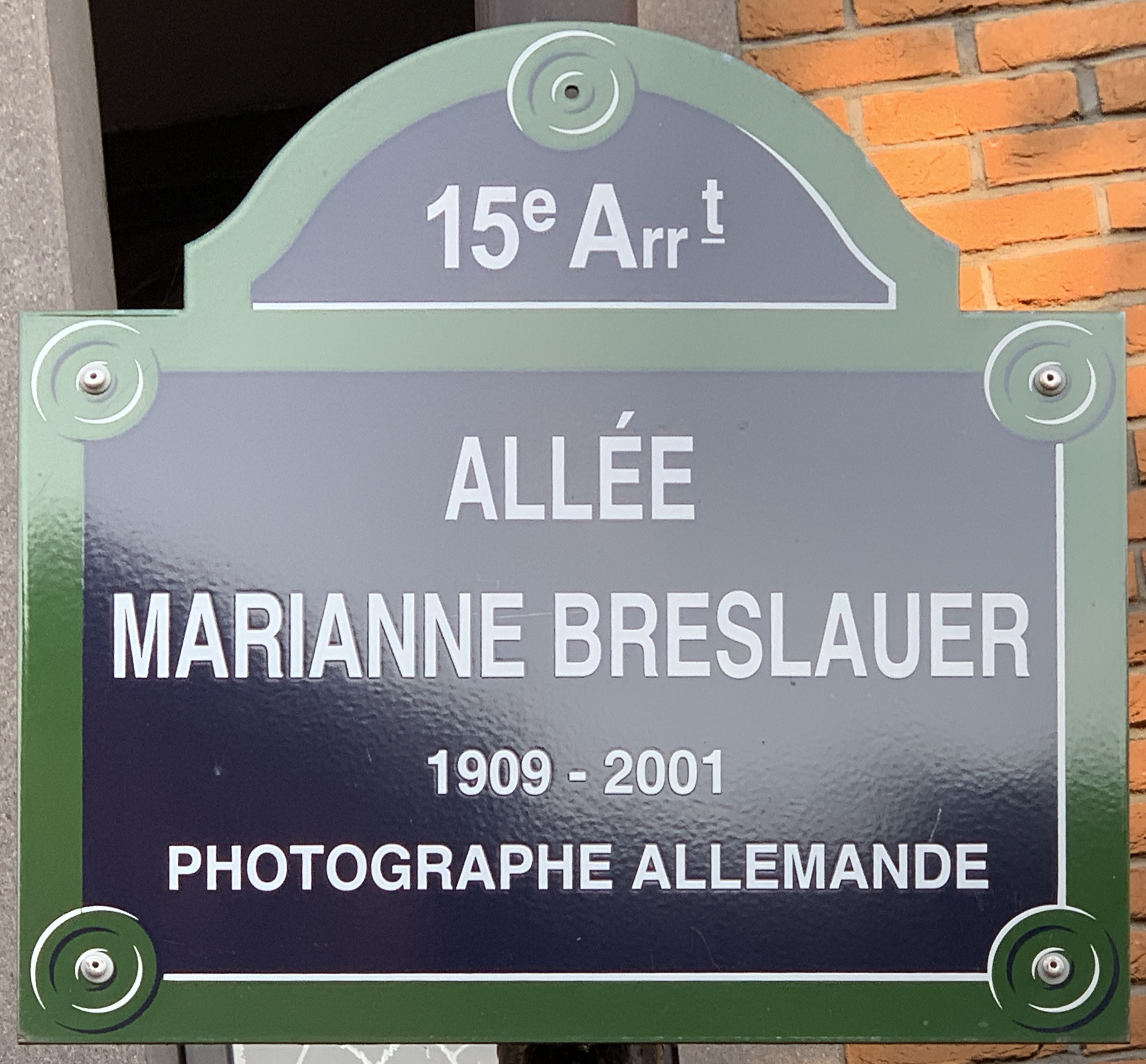
Straatnaambord in Parijs

- In 1999 werd aan Marianne Breslauer de Hannah-Höch-Preis,[11] de belangrijkste kunstprijs van Berlijn, uitgereikt voor haar totale fotografisch oeuvre.[4]
- In Parijs (15e arrondissement) is de Allée Marianne Breslauer naar haar genoemd.[12]